# 雷米尼亚克
雷米尼亚克（法語：Réminiac，法語發音：[ʁeminjak]）是法国莫尔比昂省的一个市镇，属于瓦讷区。

## 地理
雷米尼亚克（47°51'40"N, 2°14'8"W）面积12.15 平方千米，位于法国布列塔尼大區莫尔比昂省，该省份为法国西北部沿海省份，位于布列塔尼半岛南部，北起阿摩尔滨海省、西接菲尼斯泰尔省，南濒大西洋，东南接大西洋卢瓦尔省，东临伊勒-维莱讷省。
与雷米尼亚克接壤的市镇（或旧市镇、城区）包括：欧冈、蒙特讷夫、特雷阿勒、吕菲亚克、卡罗、卡朗图瓦尔。

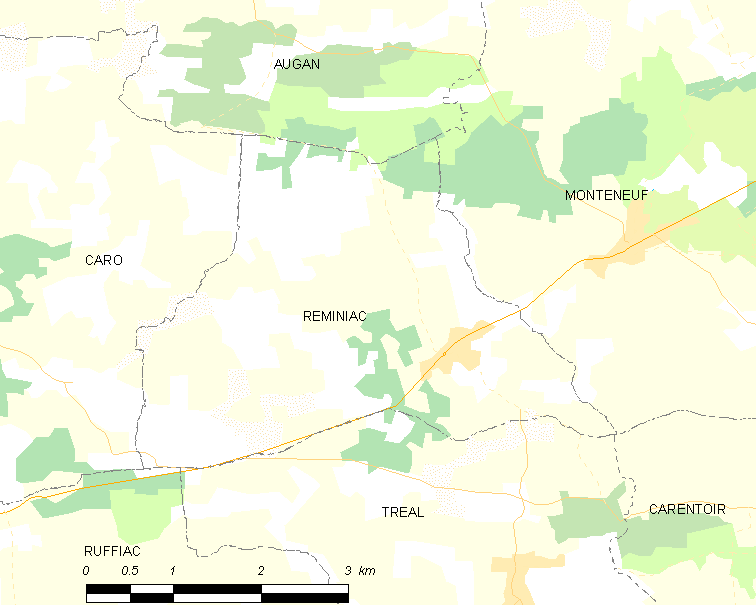
雷米尼亚克的OSM定位图

雷米尼亚克的时区为UTC+01:00、UTC+02:00（夏令时）。

## 行政
雷米尼亚克的邮政编码为56140，INSEE市镇编码为56191。

## 政治
雷米尼亚克所属的省级选区为盖尔县。

## 人口

1962-2008年间雷米尼亚克人口变化图示

雷米尼亚克于2022年1月1日时的人口数量为431人。